# غاستون غاوديو

## وصلات خارجية
- غاستون غاوديو على موقع رابطة محترفي التنس (الإنجليزية)
- غاستون غاوديو على موقع الاتحاد الدولي لكرة المضرب (الإنجليزية)
- غاستون غاوديو على موقع كأس ديفيز (الإنجليزية)
- غاستون غاوديو على موقع خلاصة التنس.كوم (الإنجليزية)
- غاستون غاوديو على موقع أوليمبيديا (الإنجليزية)